# ريتا دومينيك
ريتا دومينيك (بالإنجليزية: Rita Dominic)‏ هي ممثلة نيجيرية، ولدت في 12 يوليو 1975 في Mbaise ‏.

## وصلات خارجية
- الموقع الرسمي
- ريتا دومينيك على موقع IMDb (الإنجليزية)
- ريتا دومينيك على موقع قاعدة بيانات الفيلم (الإنجليزية)